# Richard Samuel (peintre)
Pour les articles homonymes, voir Samuel (nom de famille) et Richard Samuel (homonymie).
Richard Samuel (fl. 1770-1786) est un portraitiste anglais qui a gagné de prestigieuses médailles dans les années 1770 à Londres. Il est connu pour un petit nombre de peintures, dont celle qui a été surnommée Neuf Muses vivantes de Grande-Bretagne. Samuel peignit les neuf grandes personnalités de la Blue Stockings Society en muses en 1778.

## Biographie
On ne sait rien des parents, de l'enfance et de la formation artistique de Richard Samuel. Samuel devint connu lorsqu'il gagna pour la seconde fois le prix prestigieux du meilleur dessin historique décerné par la Society of Artists. Il s'était inscrit aux écoles de la Royal Academy en 1770. Il gagna plus tard de l'argent pour améliorer les techniques d'application du mezzotinte, bien qu'il n'y ait étrangement pas d'œuvres créées par Samuel avec cette technique qui aient subsisté. Son œuvre se compose de portraits de groupe, de portraits en pied et d'autres portraits. Plusieurs d'entre eux furent choisis et exposés à la Royal Academy de 1772 à 1779. En 1779, Samuel devint secrétaire adjoint de la Royal Academy, poste qu'il conserva jusqu'à sa mort.
Deux œuvres sont particulièrement admirées. Samuel fit un portrait, plus grand que de coutume, du graveur Robert Pollard. Cette œuvre, qui est du style de Thomas Gainsborough, montre Pollard, qui était un marchand d'estampes particulier qui vécut bien de son travail.
Une peinture plus inhabituelle est la composition que Samuel fit à l'aide de portraits de femmes britanniques indépendantes bien connues de son temps. Il ne les aurait pas identifiées, mais une gravure postérieure révéla qu'il les avait choisies pour leurs réalisations et leur aptitude intellectuelle. Samuel choisit des femmes éminentes de divers domaines, inspiré par l'idée des neuf muses de la mythologie. Il choisit pour poétesse Anna Laetitia Barbauld, et Elizabeth Carter était l'érudite. Angelica Kauffman était la seule cofondatrice de la Royal Academy ; Elizabeth Griffith (en), une dramaturge ; Charlotte Lennox, une écrivaine ; et Catharine Macaulay, une historienne. Les trois autres muses étaient une personnalité influente, Elizabeth Montagu ; une dramaturge et moraliste, Hannah More ; et la chanteuse Elizabeth Ann Linley.
En 1786, année de sa mort, Samuel publia un opuscule intitulé « On the Utility of Drawing and Painting » (De l'utilité du dessin et de la peinture). Comme son œuvre ne semble pas s'être pleinement développé, on a supposé qu'il était mort jeune.

## Œuvre

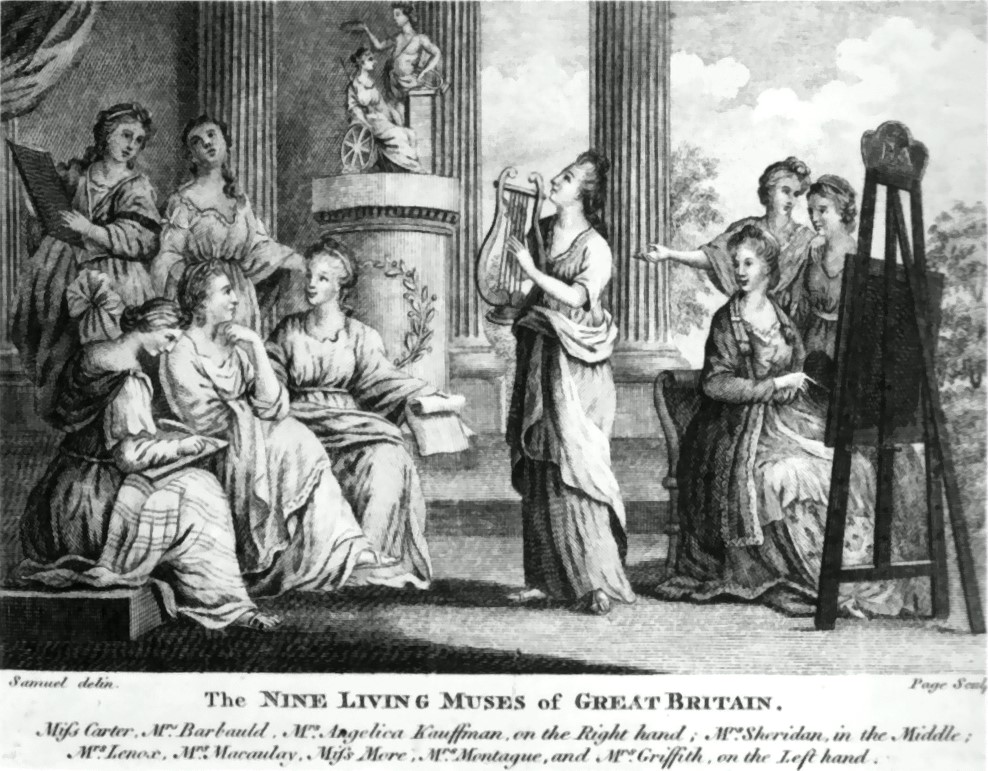
La gravure de 1778 où Apollon est devenu Britannia

Samuel n'a créé qu'un nombre limité d'œuvres, mais elles sont bien placées. Quelques-unes se trouvent à la National Portrait Gallery de Londres, et d'autres, à la Tate Gallery. Sa peinture des neuf muses sert d'emblême à l'apparition des femmes de lettres au XVIIIe siècle. Elle a aussi servi à produire une gravure intitulée Neuf Muses vivantes de Grande-Bretagne.
En 1996, Derry Moore a recréé la peinture des neuf muses dans une photographie intitulée Muses modernes de Grande-Bretagne, qui se trouve aussi à la National Portrait Gallery de Londres. Cette photographie montre une sélection contemporaine de femmes britanniques de premier plan, dont Darcey Bussell et Vivienne Westwood.